# Василије Стојковић
Василије Васа Стојковић (Београд, 8. јануар 1923  — Београд, 25. јун 2008) био је кошаркашки репрезентативац, спортски новинар и фудбалски функционер.

## Каријера

### Кошаркашка
Као свестрани спортиста био је један од оснивача и играча КК Црвена звезда, са којом је освојио шест национална првенства (1946—1951), а такође је 26 пута носио и дрес Кошаркашке репрезентације Југославије.

### Новинар
Стојковић се бавио спортским новинарством више од 25 година. Професионални новинар је постао 2. јуна 1947. године, а почео је 1946. и радио у листовима:
Наш спорт (1947—1952) — спортски новинар,
Спорт (1952—1962) — уредник фудбалске рубрике,
Ехо (1962—1963) — главни уредник,
Вечерње новости (1963—1971) — уредник спортске рубеике.
Извештавао је из 45 земаља са четири континента, са неколико светских првенстава и Олимпијских игара.
Неколико година обављао је и функцију генералног секретара Уфружења спортских новинара Југославије (1967—1971).
Дипломирао је 1953. на Правном факултету у Београду.

### Функционер
Седам година је био и генерални секретар Фудбалског савеза Југославије (1971—1977) и био оперативни руководилац највећих међународних фудбалских приредби нашој земљи — финале Лиге шампиона 1973. и првенства Европе 1976. Био је и шеф Службе за штампу, радио и телевизују Медитеранских игара 1979. године у Сплиту и до пензионисања 1. јула 1983. обављао је функцију секретара Председништва ФК Црвена звезда (1980—1983).

## Признања
Добитник је златнних медаља УЕФА (за успешни организацију Европског првенства 1976), Фудбалског савеза Југославије и највиших признања фудбалских организација Србије и Београда. Године 1971. је добио Мајску награду СОФК-а Србије, а 1985. и Златни повељу Удружења спортских новинара Београда „за изванредне заслуге на унапређењу спортског новинарства“.